# フェリーきたきゅうしゅう
フェリーきたきゅうしゅうは、名門大洋フェリーが運航していたフェリー。

## 概要
フェリーすみよし、フェリーはこざきの代船として、僚船のフェリーおおさかに続いて佐伯重工業で建造され、1992年4月17日に大阪南港 - 新門司航路に就航した。
第1便に就航していたが、フェリーきたきゅうしゅうIIの就航により、2015年11月27日で引退した。
その後、海外売船にあたってGOLDEN BIRD 6と改名してモンゴル船籍となり、インドネシアに回航されている。

### 航路
名門大洋フェリー
- 大阪南港（大阪南港フェリーターミナル） - 新門司港（新門司フェリーターミナル）

## 船内
船内は「秋の瀬戸路」のイメージで蜜柑茶色・柿渋色を基調に格調や高貴さを感じるカラーリングとした。
Aデッキ
- 特等室（和洋室2名×2室・洋室2名×4室）
- 一等室（洋室5名×22室・4名×2室・2名×8室 和室4名×4室）
- 特二等室（洋室8名×12室・和室6名×4室）
- シャワー室

Bデッキ
- 二等室（和室6室・洋室5室）
- ドライバー室（73名）
- エントランスホール
- 案内所
- 売店
- レストラン
- TVラウンジ
- スナック
- ラウンジ
- 麻雀室
- 浴室
- ゲームコーナー
- シーサイドテラス

ドライバー甲板
- ドライバー浴室
- ドライバー休憩室

## 事故・インシデント

### フェリーふくおか2との衝突
2007年1月7日、8時07分ごろ、第1便で新門司港から大阪南港へ到着して南港フェリー埠頭F-5バースに接岸中、第2便で到着したフェリーふくおか2がF-4バースに着岸する際、強風に圧流され本船と衝突した。フェリーふくおか2の左舷中央が、本船の右舷船尾に前方から20度の角度で衝突、本船は右舷船尾の防舷材に凹損を生じた。事故原因はフェリーふくおか2が圧流防止対策を取らないまま強風下の着岸作業を行ったこととされた。

### 貨物船との衝突
2010年11月15日、22時30分ごろ、新門司港から大阪南港へ向かっていた本船は、来島海峡航路を通航中、小島東灯標から北北東約570メートルの地点で液化ガス貨物船光輝丸と衝突した。光輝丸を含む同航船を左舷側から追い越した本船が、来島海峡航路西水道北口に向け右転したところ、光輝丸が後方から接近、本船の右舷後部に光輝丸の船首が後方から42度の角度で衝突した。衝突により、本船は右舷後部外板に凹損および擦過傷を生じ、光輝丸は左舷船首部に曲損を生じた。
事故原因は本船が右転する際、安全な船間距離を十分に保たなかったことによって発生したが、光輝丸が警告信号を行わず衝突回避のための措置をとらなかったことも一因とされた。